# Abu-Yahya Muhammad ibn Ali ibn Abi-Imran at-Tinmalali
Abu-Yahya Muhammad ibn Ali ibn Abi-Imran at-Tinmalali (árabe: ابو يحيى محمد بن علي, Abū Yaḥyà Muḥammad ibn ʿAlī ibn Abī ʿImrān at-Tinmalālī) (el toponímico at-Tinmalali revela que venía de Tinmel, la capital almohade en Marruecos entre 1121 y 1147), también conocido también por el nombre de Muhammad ibn Ali ibn Musa o Abu-Yahya ibn al-Hakam ar-Rashid, y llamado en las fuentes cristianas como Abu Iehie o Aboheihe, fue el último valí musulmán de Mallorca.

## Biografía
Fue en 1208 el último de los distintos valís gobernadores almohades de Mallorca que eran designados desde Marrakech, y quien creó allá un principado semindependiente, con sólo una sumisión formal al emir almohade. Fue residente en el Palacio de la Almudaina. Gobernó la isla y todo el archipiélago de las Islas Baleares en nombre del Imperio almohade hasta que Jaime I de Aragón se la arrebató en 1229, siendo derrotado el 31 de diciembre de 1229. Murió en febrero de 1230.

## Descendencia
Su hijo, probablemente el Yahya de la kunya de su padre, nacido en 1215 o 1216, Infante de Mallorca, muchacho de unos trece años al tiempo de su captura por Jaime I en 1229, fue bautizado en la Seo de Zaragoza en 1234, con dieciocho años, con el nombre de este rey y su padrino de bautismo, "Don Jayme hijo del Rey Moro de Mallorca" [en realidad, Walí almohade], según Juan de Mariana, Historia General de España, p. 251, que sigue a Jerónimo Zurita, Anales de Aragón, y llegó a ser el I barón de Gotor y I barón de Illueca en la tierra de Aragón, en 1250 o 1251, con el nombre de Jaime de Gotor, casado con Elvira Roldán o Elvira de Alagón y Luna, hija de Martín Roldán y de su mujer María López de Luna, así como el progenitor de la familia de este apellido de Gotor.